# Бенратская мадонна
Чёрная Мадонна Бенратская (нем. Schwarze Madonna von Benrath) — чудотворный скульптурный образ Богородицы, выполненный из дерева и установленный в паломнической церкви Святой Цецилии в Бенрате (Дюссельдорф, Германия).

## История
История чудотворного образа начинается в годы жизни в Дюссельдорфе герцога Филиппа Вильгельма и его жены Елизаветы Амалии Магдалины (Гессен-Дармштадтской) (70-е годы XVII века). Будучи глубоко верующими и много паломничающими, они побывали в разных уголках Европы, но более всего герцогу пришлась по душе швейцарская Чёрная Матерь Божия из монастыря Айнзидельн. Герцог захотел иметь у себя копию чудотворного образа и заказал его.
Примерно в это же время прислуга из дюссельдорфского дворца донесла супружеской паре, что в Бенратском лесу видели Божию Матерь. Наконец и им самим, после поисков, благоволил случай увидеть Богородицу, окружённую светлым сиянием и дивно распевающую. Событие настолько потрясло герцога, что он решил построить у границы леса часовенку и поместить в неё образ Чёрной Мадонны швейцарской. Причём сам выбрал место таким образом, что от дворца к часовне шла прямая километровая липовая аллея. Деревья высаживались при непосредственном участии герцогини Елизаветы.
Заложение часовни состоялось 4 мая 1676 года, а её освящение — 23 мая 1677 года. Освящение нового культового сооружения производил кёльнский епископ Пауль Ауссемий (Paulus Aussemius). Общий надзор и уход за часовней был поручен священнику Вольфгангу Вахтшютцу (Wolfgang Wachtschütz). Но уже в скором времени священник перестал справляться с обязанностями, поскольку в связи с многочисленными исцелениями и другими видами помощи Богородицы, часовня оказалась центром массового паломничества.
1 июля 1682 года заботу о паломниках взял на себя орден капуцинов, для которого вблизи часовни был построен монастырь. На праздники Богоматери из многих церквей Дюссельдорфа к часовне Чёрной Мадонны стали организовываться массовые крестные ходы, особенно из церкви св. Ламберта.
Паломничество продолжалось до 1803 года, когда власть Наполеона распространилась на Дюссельдорф и он приказал ликвидировать большую часть церквей, часовен и монастырей, в число которых вошла и часовня Чёрной Мадонны. На свой страх и риск священник Хойбес спрятал образ, закопав его в неизвестном никому месте. И только в 1806 году он перенёс его в Бенрат, где продолжала функционировать католическую церковь. В 1903 году церковь была перестроена и при ней для Чёрной Мадонны сооружена специальная паломническая часовня. А о первой часовне не просто забыли, но и забыли даже о том месте, на котором она стояла.
Только в 1958 году, совершенно случайно, наткнулись на её фундамент, когда встал вопрос о размещении политических беженцев из ГДР, для которых у границы Бенратского леса на современной улице «Чёрная дорога» (Schwarzer Weg) решили построить жилые дома. Экскаватор упёрся ковшом в фундамент часовни, строительство было прекращено и исследованиями занялись археологи, обнаружившие закладной камень, на котором сохранилась запись об основании часовни. Всю поляну, на которой когда-то стояла часовня, решили сохранить, как культурно-исторический памятник, и в настоящее время на ней восстановлен фундамент часовни и установлена памятная стела, а сам закладной камень помещён в церковную часовню Чёрной Мадонны в Бенрате.
В настоящее время паломничество к Чёрной Мадонне Бенратской в церковь св. Цецилии восстановилось в полном объёме и ежедневно помолиться перед образом приходят сотни людей, а вокруг Богоматери стоят букеты цветов и горят сотни свечей.
Ежегодно во второе воскресенье октября Чёрную Мадонну выносят из церкви и проносят крестным ходом по парку Бенрат. Принять участие приходят тысячи горожан и приезжих паломников. Факельное шествие сопровождается церковными песнопениями. В мероприятии, как правило, принимает участие один из кёльнских епископов.

## Иконография
Чудотворный образ изготовлен из лёгкой породы древесины и окрашен в чёрный цвет. Богоматерь изображена в полный рост. В правой руке она держит скипетр, как символ власти, а на её левой руке покоится младенец Христос. Несмотря на то, что Матерь Божья вырезана в царских одеждах, дополнительно она облачена в оригинальную царскую тунику из лучших, хотя внешне и простых, тканей. Богородица и Иисус Христос коронованы. Короны изготовлены мастером Конрадом Хадернахом (Conrad Hadernach) в 1705 году. Для большей сохранности изображение помещено в специальный многогранник, с вырезанными на стекле колосьями.

## Другие реликвии часовни
Помимо чудотворного изображения Богородицы и закладного камня, в современной часовне устроена зарешётчатая ниша, в которой сохраняются драгоценные христианские реликвии: частицы креста, на котором был распят Христос, часть мощей римской мученицы Цецилии и частички одежд католической святой Елизаветы Венгерской.